# بوب جين
بوب جين (بالإنجليزية: Bob Jane)‏ هو رائد أعمال أسترالي، ولد في 18 ديسمبر 1929 في برونزويك ‏ في أستراليا، وتوفي في 28 سبتمبر 2018 في ملبورن في أستراليا بسبب سرطان البروستاتا.